# メリディアン海軍航空基地
メリディアン海軍航空基地（メリディアンかいぐんこうくうきち、英語: Naval Air Station Meridian）は、アメリカ合衆国ミシシッピ州のメリディアンに位置する、アメリカ海軍の基地である。訓練部隊の第1訓練航空団が所在している。

## 所在部隊
メリディアン海軍航空基地には、以下の部隊が所在している。
海軍航空訓練コマンド隷下
- 第1訓練航空団（英語版）
  - 第7訓練飛行隊（英語版） - T-45C
  - 第9訓練飛行隊（英語版） - T-45C

海軍教育・訓練コマンド隷下
- メリディアン海軍技術訓練センター[3]

アメリカ海兵隊隷下
- 海兵隊訓練教育司令部（英語版）
  - 第23海兵航空訓練支援群（英語版）
    - 第1海兵航空訓練支援中隊[4]